# 리파부틴
리파부틴(Rifabutin, Rfb)은 결핵 치료에 주로 사용되는 살균성 항생제이다. 이 약은 리파마이신 S로부터의 반합성 파생물이다. 리파부틴의 효과는 세균의 DNA에 의존하는 RNA 폴리메라아제를 막는 것에 따른다. 약제는 그람양성균에 대해, 그리고, 일부 그람음성균에 대해서도 효과가 있는데, 결핵균이나 나균과 같은 저항력이 큰 미코박테리아에 대해서도 그러하다.